# 카라 블랙
카라 캐벌 블랙(영어: Cara Cavell Black, 1979년 2월 17일 ~ )은 짐바브웨의 테니스 선수이다. 복식 전문 선수다.